# Real Madrid Club de Fútbol 1986-1987
Questa voce raccoglie le informazioni riguardanti il Real Madrid Club de Fútbol nelle competizioni ufficiali della stagione 1986-1987.

## Stagione
Mantenendo un organico invariato rispetto all'anno precedente (l'unico acquisto di peso fu Francisco Buyo, portiere titolare del Siviglia) il Real Madrid, guidato a partire da quella stagione da Leo Beenhakker, vinse il campionato per il secondo anno consecutivo lottando nella prima fase contro il Barcellona e mantenendosi stabile al comando nella seconda. Nelle coppe le merengues giunsero fino alle semifinali: in Coppa del Re la squadra fu fermata dai rivali cittadini dell'Atlético Madrid, mentre in Coppa dei Campioni una sconfitta per 4-1 nella gara di andata contro il Bayern Monaco precluse ai madrileni l'accesso alla finale.

## Rosa
| N. |                   | Ruolo | Calciatore             |
| -- | ----------------- | ----- | ---------------------- |
|    | Spagna (bandiera) | P     | Francisco Buyo         |
|    | Spagna (bandiera) | P     | Agustín Rodríguez      |
|    | Spagna (bandiera) | P     | José Manuel Ochotorena |
|    | Spagna (bandiera) | D     | Chendo                 |
|    | Spagna (bandiera) | D     | Jesús Ángel Solana     |
|    | Spagna (bandiera) | D     | Manuel Sanchís         |
|    | Spagna (bandiera) | D     | José Antonio Camacho   |
|    | Spagna (bandiera) | D     | José Antonio Salguero  |
|    | Spagna (bandiera) | D     | Mino                   |
|    | Spagna (bandiera) | D     | Antonio Maceda         |
|    | Spagna (bandiera) | C     | Míchel                 |

| N. |                       | Ruolo | Calciatore        |
| -- | --------------------- | ----- | ----------------- |
|    | Spagna (bandiera)     | C     | Ricardo Gallego   |
|    | Spagna (bandiera)     | C     | Rafael Gordillo   |
|    | Spagna (bandiera)     | C     | Martín Vázquez    |
|    | Jugoslavia (bandiera) | C     | Milan Janković    |
|    | Messico (bandiera)    | A     | Hugo Sánchez      |
|    | Spagna (bandiera)     | A     | Emilio Butragueño |
|    | Argentina (bandiera)  | A     | Jorge Valdano     |
|    | Spagna (bandiera)     | A     | Juanito           |
|    | Spagna (bandiera)     | A     | Miguel Pardeza    |
|    | Spagna (bandiera)     | A     | Santillana        |

## Statistiche

### Statistiche di squadra
| Competizione       | Punti | Totale | Totale | Totale | Totale | Totale | Totale | DR  |
| Competizione       | Punti | G      | V      | N      | P      | Gf     | Gs     | DR  |
| ------------------ | ----- | ------ | ------ | ------ | ------ | ------ | ------ | --- |
| Primera División   | 66    | 44     | 27     | 12     | 5      | 84     | 37     | +47 |
| Coppa del Re       | -     | 6      | 4      | 1      | 1      | 16     | 7      | +9  |
| Coppa dei Campioni | -     | 8      | 4      | 0      | 4      | 14     | 8      | +6  |
| Totale             | -     | 58     | 35     | 13     | 10     | 114    | 52     | +62 |

### Statistiche dei giocatori
| Giocatore      | Primera División | Primera División | Primera División | Primera División |
| Giocatore      | Pres             | Gol              | Am               | Esp              |
| -------------- | ---------------- | ---------------- | ---------------- | ---------------- |
| Butragueño     | 35               | 11               | 1                |                  |
| Buyo           | 44               |                  | 3                |                  |
| Camacho        | 32               |                  | 2                |                  |
| Chendo         | 40               |                  | 3                |                  |
| Gallego        | 34               | 2                | 7                |                  |
| Gordillo       | 36               | 5                |                  |                  |
| Janković       | 9                | 1                |                  |                  |
| Juanito        | 25               | 1                | 3                |                  |
| Martín Vázquez | 25               | 5                | 2                |                  |
| Míchel         | 44               | 5                | 3                |                  |
| Mino           | 16               | 1                | 3                | 1                |
| Pardeza        | 25               | 5                | 1                |                  |
| Santillana     | 18               | 1                |                  |                  |
| Solana         | 34               | 7                | 2                |                  |
| Salguero       | 28               | 1                | 2                |                  |
| Sánchez        | 41               | 34               | 7                | 1                |
| Sanchís        | 40               | 2                | 3                |                  |
| Valdano        | 27               | 7                | 3                |                  |